# Talloires-Montmin
Talloires-Montmin – gmina we Francji, w regionie Owernia-Rodan-Alpy, w departamencie Górna Sabaudia.  

## Zaludnienie
W 2013 roku liczba ludności wynosiła 2065 mieszkańców. 

## Historia
Gmina została utworzona 1 stycznia 2016 roku z połączenia dwóch ówczesnych gmin: Montmin oraz Talloires. Siedzibą gminy została miejscowość Talloires.